# Thành cổ của Salah Ed-Din
Thành cổ của Salah Ed-Din (tiếng Ả Rập: قلعة صلاح الدين, Qal'at Salah al-Din), còn được biết đến là Sahyun hoặc Lâu đài Saladin là một lâu đài thời Trung Cổ ở tây bắc Syria. Nó cách thị trấn Al-Haffah 7 kilômét (4,3 mi) về phía đông và 30 kilômét (19 mi) về phía đông của Latakia, trong một khu vực có địa hình núi cao bên sườn núi, giữa hai khe núi và bao quanh bởi rừng. Địa điểm này đã được củng cố ít nhất từ giữa thế kỷ thứ 10. Năm 975, hoàng đế Đông La Mã Ioannes I Tzimiskes chiếm được địa điểm này và nó vẫn nằm dưới sự kiểm soát của Đông La Mã cho đến khoảng năm 1108. Đầu thế kỷ 12, người Francia nắm quyền kiểm soát địa điểm này và nó là một phần của Thành bang Thập tự quân Antioch mới được thành lập. Thập tự quân đã thực hiện một kế hoạch xây dựng rộng lớn, đem lại cho lâu đài phần lớn diện mạo như hiện tại. Năm 1188, nơi này rơi vào tay của Saladin sau một cuộc bao vây kéo dài ba ngày. Lâu đài một lần nữa bị bao vây vào năm 1287, lần này cả người bảo vệ và kẻ tấn công đều là Mamluk. Năm 2006, Qal'at Salah El-Din cùng với Krak des Chevaliers được UNESCO công nhận là di sản thế giới, và hiện là tài sản của chính phủ Syria.

## Vị trí và tên gọi
Thành trì này nằm cách Latakia 25 kilômét (16 mi) về phía đông bắc, gần với thị trấn Al-Haffah. Tên truyền thống của nó là Ṣahyūn, quy đổi tiếng Ả Rập của Zion. Theo nhà sử học Hugh N. Kennedy thì đó là lý do tên đó chính xác hơn là Qalʿat alāḥ al-Dīn, có nghĩa là "Lâu đài của Saladin". Những người Đông La Mã gọi nó là Sigon còn người Francia gọi nó là Saône.

## Lịch sử

Vùng Levant vào năm 1135, với Thành bang Thập tự quân trong màu đỏ

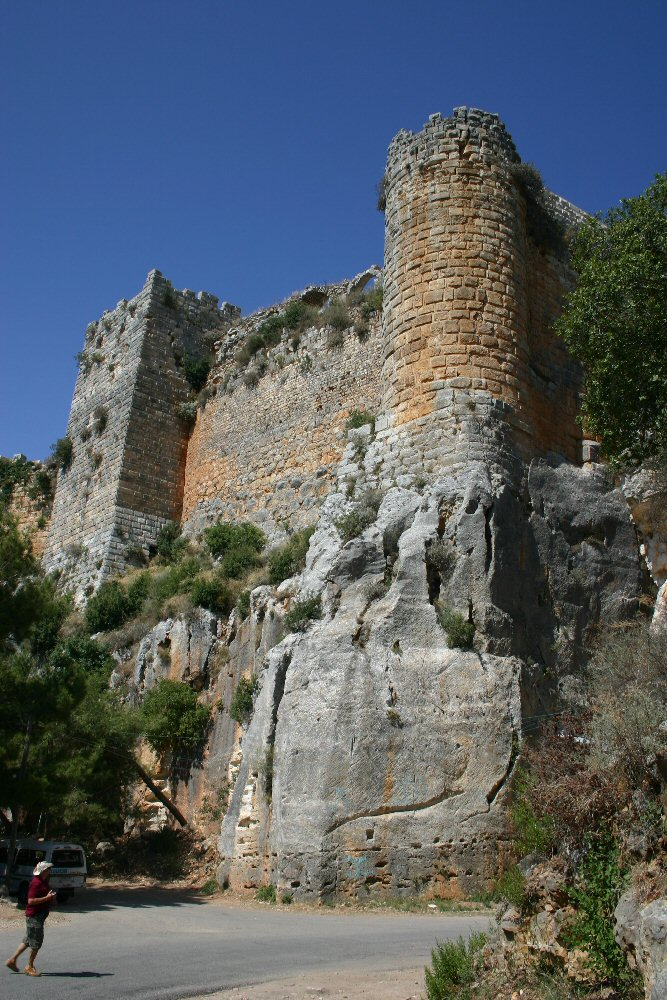
Qal'at Salah al-Din

Đây là một thành trì được củng cố từ giữa thế kỷ thứ 10 và người cư ngụ đầu tiên tại đó là một người dòng dõi gia tộc của tiểu vương Hamdan ở Aleppo, Sayf al-Dawla. Hoàng đế Đông La Mã Ioannes I Tzimiskes sau đó đã chiếm Sahyun vào năm 975 từ người cai trị nhà Hamdan và nó vẫn nằm dưới sự kiểm soát của Đông La Mã cho đến khoảng năm 1108 khi quân đội Thập tự chinh giành quyền kiểm soát Latakia, thời điểm đó có thể họ cũng đã chiếm Sahyun. Nó sau đó là một phần của Công quốc Antioch, một trong bốn thành bang Thập tự quân được thành lập sau Cuộc thập tự chinh thứ nhất. Các lãnh chúa của Sahyun là một trong những người có quyền lực mạnh nhất ở Antioch. Vị chúa đầu tiên của Sahyun có lẽ là Robert the Leper, người được ghi nhận kiểm soát nó ít nhất là từ năm 1119. Sahyun vẫn ở thuộc kiểm soát của Antioch cho đến năm 1188. Rất có thể đó là Robert hoặc con trai của ông là William của Zardana, người đã xây dựng lâu đài thập tự quân xung quanh các công sự của Đông La Mã trước đây. Hầu hết những gì ngày nay hiện thấy đã được xây dựng vào thời điểm này. Pháo đài này là công trình đáng chú ý vì là một trong số ít những nơi không được giao phó cho các chỉ dẫn quân sự lớn của Hiệp sĩ Cứu tế và Đền thánh.
Vào ngày 27 tháng 7 năm 1188, sultan của vương triều Ayyub Saladin và con trai của ông là Az-Zahir Ghazi cùng quân đội đã bao vây Sahyun. Các lực lượng Hồi giáo đã vượt qua được hai vị trí phòng thủ bên ngoài lâu đài. Saladin đã tổ chức vũ khí công thành trên cao nguyên đối diện lâu đài phía đông trong khi con trai ông thiết lập hướng phía bắc, dưới chân lâu đài. Những khối đá nặng từ 50 và 300 kilôgam (110 và 660 lb) đã được bắn phá vào lâu đài trong hai ngày khiến nó bị thiệt hại đáng kể. Đến ngày 29 tháng 7 thì lệnh tấn công được đưa ra, Az-Zahir tấn công thị trấn tiếp giáp phía tây lâu đài và người dân đã phải vào trong lâu đài để trú ẩn. Lâu đài và thị trấn cách nhau bởi một mương nước. Tuy nhiên, ở đầu phía bắc thì con mương vẫn chưa được hoàn thành. Khai thác điều này, Az-Zahir đã cho quân tấn công vào các bức tường lâu đài ở phía đó và đã thành công. Khoảng sân trong bị thất thủ và quân đồn trú rút về bên trong pháo đài. Trước ngày kết thúc, quân đồn trú đã đầu hàng và chấp nhận các điều khoản đưa ra của Saladin. Mặc dù Sahyun là một lâu đài kiên cố nhưng nó đã sụp đổ chỉ trong ba ngày. Nhà sử học Kennedy suy đoán rằng, mặc dù được cung cấp nhu yếu phẩm đầy đủ nhưng họ đã phải đầu hàng bởi lực lượng quân ở đây không đủ lớn hoặc không có các vũ khí phòng thủ mạnh mẽ.
Saladin đã giao thành trì này cùng với Bourzey cho một trong những tiểu vương của mình là Mankawar (còn được gọi là Mankurus ibn Khumartigin). Hai thành trì này sau đó đã được chuyển quyền cho những người thừa kế sau đó cho đến năm 1272 khi Sahyun được trao cho vua của Vương quốc Hồi giáo Mamluk là Baybars I. Một thời điểm không rõ trong thập niên 1280, tiểu vương Mamluk Sunqur al-Ashqar bất đồng chính kiến sử dụng lâu đài này để lánh nạn trước sultan Mamluk Bahri Al-Mansur Qalawun. Dưới thời Sunqur, lâu đài trở thành trung tâm hành chính của một tiểu vương quốc nhỏ bán độc lập. Vào cuối năm 1286 và đầu năm 1287, Qalawun bắt đầu đàn áp các lực lượng đối địch của mình bao gồm cả việc ngăn chặn Sunqur đang dần lớn mạnh và muốn độc lập. Ông đã phái quân đội dưới sự chỉ huy của Turuntay thiết lập một cuộc bao vây Sahyun. Turuntay gửi thông điệp tới Sunqur rằng, nếu đầu hàng thì sẽ được sultan tha tội. Sunqur đã từ chối và cuộc bao vây bắt đầu. Và rõ ràng là Sunqur không thể giữ được lâu đài nên vào tháng 4 năm 1287, ông đã phải đầu hàng.
Sau đó, Sahyun đã trở thành một phần của tỉnh Tripoli. Lâu đài vẫn là một thành trì có ý nghĩa chiến lược và thịnh vượng dưới thời Mamluk cho đến ít nhất là vào cuối thế kỷ 14. Tiểu vương Hama Abu'l-Fida nhắc đến về việc một thị trấn được thành lập liền kề lâu đài. Tuy nhiên, trong những thập kỷ sau đó thì Sahyun đã bị bỏ rơi.
Thành cổ cùng với Crac des Chevaliers đã được UNESCO công nhận là Di sản thế giới từ năm 2006. Trong cuộc nội chiến Syria bắt đầu vào năm 2011, UNESCO bày tỏ lo ngại rằng cuộc xung đột có thể dẫn đến thiệt hại của các di tích văn hóa quan trọng trong đó có cả thành cổ Salah Ed-Din. Tính đến năm 2016, lâu đài vẫn tồn tại mà không có thiệt hại đáng kể nào.

## Mô tả

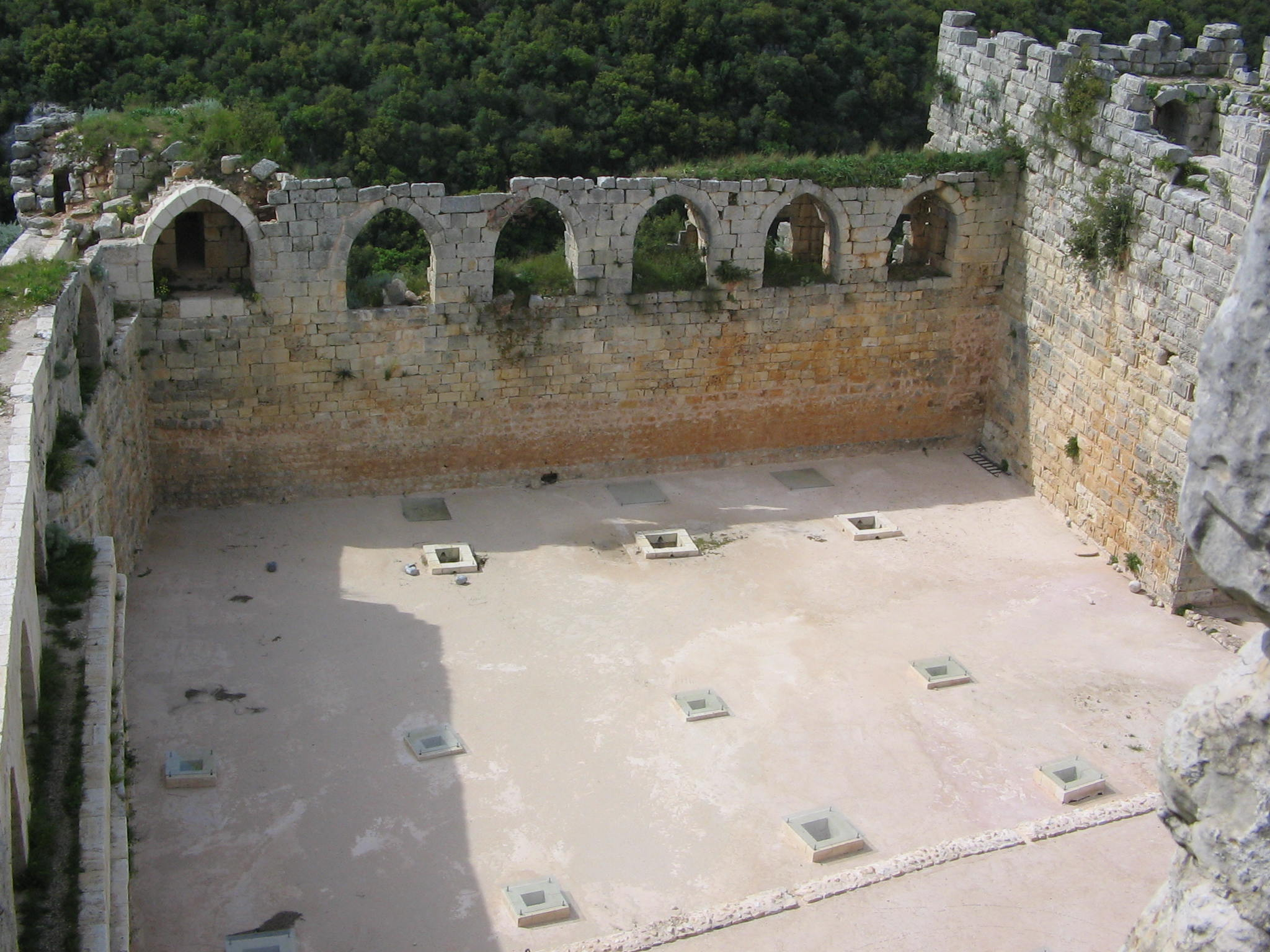
Quang cảnh bên trong

Lâu đài được xây dựng trên một sườn núi dài 700 mét giữa hai hẻm núi sâu. Nó bảo vệ tuyến đường giữa Latakia và thành phố Antioch. Đoạn đường lâu đài được xây dựng được kết nối với một cao nguyên ở phía đông. Những người Đông La Mã đã bảo vệ địa điểm này bằng cách xây dựng một bức tường ở phía đông sườn núi. Các bức tường tạo ra một hàng rào bao quanh không đều với các tháp bên các cánh. Liền kề với công sự, ở cuối phía đông của sườn núi là một khu định cư nhỏ. Một trong những đặc điểm hoành tráng nhất của pháo đài là mương nước sâu 28 mét, là một kiến trúc cắt vào đá, có thể do người Đông La Mã xây. Con mương này dài 156 mét dọc theo phía đông, rộng từ 14 đến 20 mét và có một cột tháp đơn độc cao 28 mét để đỡ cây cầu bắc qua.
Đường vào lâu đài thông qua một lối đi ở phía nam của pháo đài. Bên phải lối vào là một tòa tháp, một công sự được xây dựng bởi quân Thập tự chinh. Có một cái khác cách đó vài mét. Có một bể chứa nước và một chuồng ngựa ngay bên cạnh một hầm lớn nhìn qua mương nước. Khu vực này có những bức tường dày 5 m và nó có diện tích gần 24 m². Xa hơn về phía bắc là cổng nơi cầu rút được sử dụng. Ngoài ra, còn có tòa thành Đông La Mã, nằm ở trung tâm của pháo đài, một hầm lớn khác, nhà trà Thập tự chinh và một nhà thờ Thập tự chinh tiếp giáp với một trong hai nhà nguyện Đông La Mã. Đối với các công trình bổ sung của Ả Rập vào pháo đài, chúng bao gồm một nhà thờ Hồi giáo, có từ thời Qalawun, và một cung điện, bao gồm các phòng tắm với sân và iwans. Chúng đã được sửa chữa đôi chút.